# Enfrentamientos entre Israel y la Franja de Gaza de 2023

Escudo presentado por las FDI para la "Operación Escudo y Flecha" ("Maguen ve Hetz")

Los enfrentamientos entre Israel y la Franja de Gaza de 2023 comenzaron el 9 de mayo de 2023 cuando Israel llevó a cabo una serie de ataques aéreos en la Franja de Gaza, llamados Operación Escudo y Flecha (en hebreo: מבצע מגן וחץ‎) por el ejército israelí, que mató a tres presuntos líderes del movimiento Jihad Islámico Palestina (JIP) en un asesinato selectivo. También murieron 10 civiles. El ejército israelí culpó al PIJ por los recientes ataques con cohetes contra Israel, lo que provocó los ataques, sin embargo, Israel rompió un alto el fuego que se había acordado previamente. Horas después, dos palestinos murieron durante un ataque aéreo contra un vehículo en Khan Yunis. Los ataques aéreos israelíes sobre Gaza continuaron el 10 de mayo y mataron a seis palestinos más. Los militantes lanzaron cientos de cohetes contra Israel, más de 300 según los medios israelíes, en lo que los militantes palestinos llamaron Operación Venganza de los Libres (en árabe: عملية ثأر الأحرار‎).

## Contexto
El 2 de mayo de 2023, el prisionero Khader Adnan, miembro de las Brigadas al-Quds de la Jihad Islámica Palestina, murió en una prisión israelí después de una prolongada huelga de hambre. En respuesta, más tarde ese mismo día, los terroristas de la Jihad Islámica Palestina dispararon 102 cohetes contra las comunidades cercanas a la Franja de Gaza y el sur de Israel.
Durante una semana, Israel se abstuvo de responder al lanzamiento de cohetes desde Gaza hasta el 9 de mayo. Los ataques aéreos marcan el aumento más reciente de las hostilidades en la Franja de Gaza entre Israel y varios grupos palestinos, incluidos Hamás y la JIP. 
Desde que Hamás derrocó a la Autoridad Palestina y tomó el control del territorio en la batalla de Gaza de 2007, la zona ha experimentado numerosos estallidos de violencia. Desde entonces, Israel ha bloqueado a la Franja de Gaza.

## Nombre de la operación
La explicación dada por el portavoz de las FDI, el general de brigada Daniel Hagari fue "Esta noche, las FDI, junto con el Shin Bet, se embarcaron en una operación enfocada contra figuras de alto rango de la Jihad Islámica Palestina en Gaza, que fueron un factor desestabilizador en la seguridad. Llamamos Operación Escudo y Flecha (en hebreo: מבצע מגן וחץ‎; Mivtzá Maguen ve Hetz), porque es una operación cuya esencia es tanto defensiva como ofensiva".

## Operación

### 9 de mayo, primer día de la operación

Ataque contra lanzacohetes y morteros pertenecientes al Yihad Islámica Palestina en la Franja de Gaza.

A las 02:14 cuarenta aviones de la Fuerza Aérea israelí comenzaron a bombardear durante unas dos horas objetivos terroristas en la Franja de Gaza. El ataque fue inesperado, ya que se produjo a pesar de un alto el fuego establecido para detener una serie de intercambios de disparos transfronterizos tras la muerte de Khader Adnan en una huelga de hambre de 87 días.
Los bombardeos eliminaron a tres altos agentes de la Jihad Islámica Palestina: el comandante del norte de la Franja de Gaza, Abu Hadi Khalil Salah al-Bahtini, responsable de los ataques con cohetes contra los alrededores de Gaza la semana anterior a la operación; el secretario del consejo militar de la organización, Jihad Shaker Ranam (Ghanam), quien planeó, entre otras cosas, el ataque en el que Tali Hatuel y sus cuatro hijas fueron asesinadas en 2004; y Tareq Izz a-Din, un alto miembro de la organización, responsable de dirigir los ataques terroristas palestinos en Judea y Samaria y liberado en el acuerdo Shalit. 
El Ministerio de Salud palestino informó de 13 muertes, incluidos los tres yihadistas de alto rango, sus esposas, varios niños y bajas colaterales, junto con otras 20 personas heridas, incluido el Dr. Jamal Haswan, que dirigía un centro de salud en Gaza y también era ciudadano ruso.
Tras el ataque, se declaró el estado de emergencia en la retaguardia israelí, y el Comando del Frente Interno ordenó a los residentes de los alrededores de Gaza que ingresaran a los refugios hasta nuevo aviso, y suspendió las clases en las instituciones educativas en toda el área que rodea la Franja de Gaza y el norte del Negev hasta las 18:00, y prohibió las reuniones de más de 10 personas en un área abierta y de 100 personas en interiores. Además, se cerraron varias carreteras en los alrededores de Otef Aza.
La Fuerza Aérea israelí atacó a un escuadrón antitanque que planeaba disparar contra civiles israelíes en el cruce de Kerem Shalom. Dos terroristas murieron en el ataque. Horas después, dos palestinos murieron durante un ataque aéreo contra un vehículo en Khan Yunis. Khaled al-Farah, uno de los comandantes de la unidad de misiles GAP en el sur de la Franja de Gaza, también murió en el ataque.

### 10 de mayo, segundo día de la operación
La Fuerza Aérea israelí atacó una célula terrorista en Khan Yunis a punto de lanzar misiles. Como resultado del ataque, los tres miembros del escuadrón perecieron y fábricas de armas de la Jihad Islámica Palestina en la Franja de Gaza fueron destruidas.
Posteriormente, se dispararon obuses desde la Franja de Gaza contra Israel, por primera vez durante la operación, y se escucharon varias sirenas de alerta roja en los alrededores de Gaza y Ashkelon. Seguidamente se dispararon cohetes contra la región de Shfela, Gush Dan y Tel Aviv. La gran mayoría de los proyectiles fueron interceptados por el sistema de defensa aérea Cúpula de Hierro. En una hora, los palestinos dispararon más de 100 cohetes contra Israel, hiriendo a tres israelíes.
Durante toda la tarde, la Fuerza Aérea contraatacó destruyendo unos 40 lanzacohetes y otros dispositivos de lanzamiento en posiciones de la JIP en la Franja de Gaza. En el aluvión de cohetes disparados contra Gush Dan al mediodía, se activó el sistema de intercepción Honda de David y uno de los cohetes fue interceptado.
A las 20:40 p. m., el primer ministro israelí, Benjamin Netanyahu, y el ministro de Defensa, Yoav Galant, celebraron una conferencia de prensa afirmando que la campaña aún no había terminado, contrariando los informes de los medios egipcios. Galant también dijo que unos 400 cohetes fueron disparados contra Israel, de los cuales de un cuarto a un tercio cayeron en el territorio de la Franja de Gaza.
Por la noche, se reanudaron los bombardeos hacia el entorno de Gaza, Gan Yavneh, Be'er Tuvia, Gush Dan, Beersheva y Netivot. Tres personas resultaron levemente heridas mientras corrían hacia un refugio antiaéreo. Durante el mismo ataque, dos impactos directos en Ashkelon y Sderot terminaron sin víctimas. En respuesta al bombardeo, las FDI atacaron cuatro complejos militares de la Jihad Islámica en Gaza y un complejo naval. Al menos cuatro palestinos, incluidos niños, murieron por lanzamientos fallidos de la Jihad Islámica.
Durante el segundo día de la operación, se identificaron 469 de cohetes en dirección a Israel, 333 de los cuales cruzaron la frontera y 107 cayeron dentro de la Franja de Gaza. Se realizaron 153 intercepciones.

### 11 de mayo, tercer día de la operación
Alrededor de la 01:30 a. m., la Fuerza Aérea israelí comenzó a atacar objetivos en el norte de la Franja de Gaza.
Por la noche aviones de combate de las FDI acabaron con tres terroristas de la Jihad Islámica en Khan Yunis, incluido Ali Hassan Ghali, jefe del sistema de misiles, responsable de los procesos de dirigir y lanzar misiles contra el Estado Judío, incluidos los últimos bombardeos antes de que comenzara la Operación Escudo y Flecha. Además, dirigió y participó en los disparos y lanzamientos de cohetes dirigidos a Israel en la Operación Guardián de las Murallas y en la Operación Amanecer.
El lanzamiento de cohetes de la Jihad Islámica se reanudó después de las 8 de la mañana, cuando se dispararon cohetes contra las comunidades cercanas a la Franja de Gaza y Sderot; uno de los cohetes golpeó una casa de campo en una comunidad en el Concejo Regional Eshkol. Un hombre resultó levemente herido por metralla en el acto. Los bombardeos continuaron continuamente hasta el final de la tarde.
A lo largo del día, la Fuerza Aérea israelí atacó zulos de lanzamiento y cuarteles generales de JIP en la Franja de Gaza. Por primera vez desde el comienzo de la operación, la flotilla de la marina también se unió a los ataques cuando un buque atacó un complejo militar donde se encontraban las posiciones utilizadas por la fuerza naval de la Jihad Islámica Palestina en el centro de la Franja de Gaza.
Por la tarde, las FDI pusieron fin a Ahmed Abu Daqa, comandante adjunto de la fuerza de misiles de la Jihad Islámica. Según el portavoz de las FDI, estuvo en la mira desde el primer día de la operación, pero la misión para ejecutarlo se pospuso porque estaba utilizando a civiles como escudos humanos.
Por la tarde, la Jihad Islámica lanzó un aluvión de cohetes contra Ashkelon, Be'er Tuvia y las comunidades de la región de Laquis y la costa de Ashkelon, y se renovaron los bombardeos en los alrededores de Gaza. Por la noche, también se escucharon varias sirenas en las tierras bajas del norte. Como resultado uno de los cohetes alcanzó un edificio en Rehovot. Una mujer murió y 16 civiles resultaron heridos. Posteriormente, por la noche, se reanudaron enormemente los bombardeos hacia Ashkelon y los alrededores de Gaza. Luego se dispararon cohetes contra Gan Sorek, Palmachim, Rishon LeZion, Holon y Bat Yam, además de fuertes bombardeos en el área de Laquis, Ashkelon y sus alrededores y los alrededores de Gaza.
Durante ese día, las FDI atacaron un túnel subterráneo y dos lanzacohetes camuflados. Además, las FDI mataron a un terrorista poco después de disparar proyectiles de mortero contra Israel. Al mismo tiempo, las FDI, el Shin Bet y las fuerzas de la Policía de Fronteras detuvieron a 25 terroristas de la Jihad Islámica en Judea y Samaria y eliminaron a dos terroristas en la aldea de Qabatiya.
Para las 20:00 del 11 de mayo, se identificaron un total de 803 lanzamientos, de los cuales 620 volaron a Israel y 152 fallaron, se realizaron alrededor de 179 intercepciones.

### 12 de mayo, cuarto día de la operación
Para la mañana del 12 de mayo, se habían identificado un total de 866 lanzamientos. De estos, 672 cruzaron a territorio israelí y 163 lanzamientos fallaron. Se realizaron alrededor de 260 intercepciones.
Alrededor de las 9:00 a. m., aviones de combate de la Fuerza Aérea Israelí (FAI) atacaron nuevamente objetivos de la Jihad Islámica Palestina en la Franja de Gaza. Dos horas más tarde, después de casi 12 horas sin sonar las sirenas, los bombardeos regulares de cohetes comenzaron a apuntar a las comunidades lindantes a la Franja de Gaza, y no se detuvieron sino hasta las 15:35 p. m. Aproximadamente una hora después de que comenzaran los bombardeos, un aluvión de cuatro cohetes se dirigían por primera vez desde el comienzo de la operación hacia las colinas de Jerusalén, Beitar Illit, Beit Shemesh y Gush Etzion. En Gush Etzion, esta fue la primera alarma desde la Operación Margen Protector. El sistema Honda de David interceptó uno de los cohetes. Más tarde en el día, el fuego de mortero fue prominente en las comunidades cercanas a la Franja de Gaza, especialmente Kerem Shalom, Nahal Oz y Alumim.
Por la tarde, las FDI se ocuparon de Iyad al-Hasni, jefe de la división de operaciones de la Jihad Islámica. Otros tres terroristas fueron eliminados junto a él. Posteriormente, la Fuerza Aérea de Israel continuó su ola masiva de ataques aéreos en toda la Franja de Gaza, principalmente en la zona de Rafah y la propia ciudad de Gaza.
A las 19:00 se disparó un aluvión de cohetes contra Sderot, los alrededores de Gaza, Netivot, Ashkelon Beach, Nahal Sorek y Be'er Tuvia.
A partir de las 19:40 p. m. de ese día, más de 260 objetivos de la Jihad Islámica habían sido bombardeados por las Fuerzas de Defensa de Israel, principalmente por la Fuerza Aérea y la Armada israelíes.

### 13 de mayo, quinto día de la operación

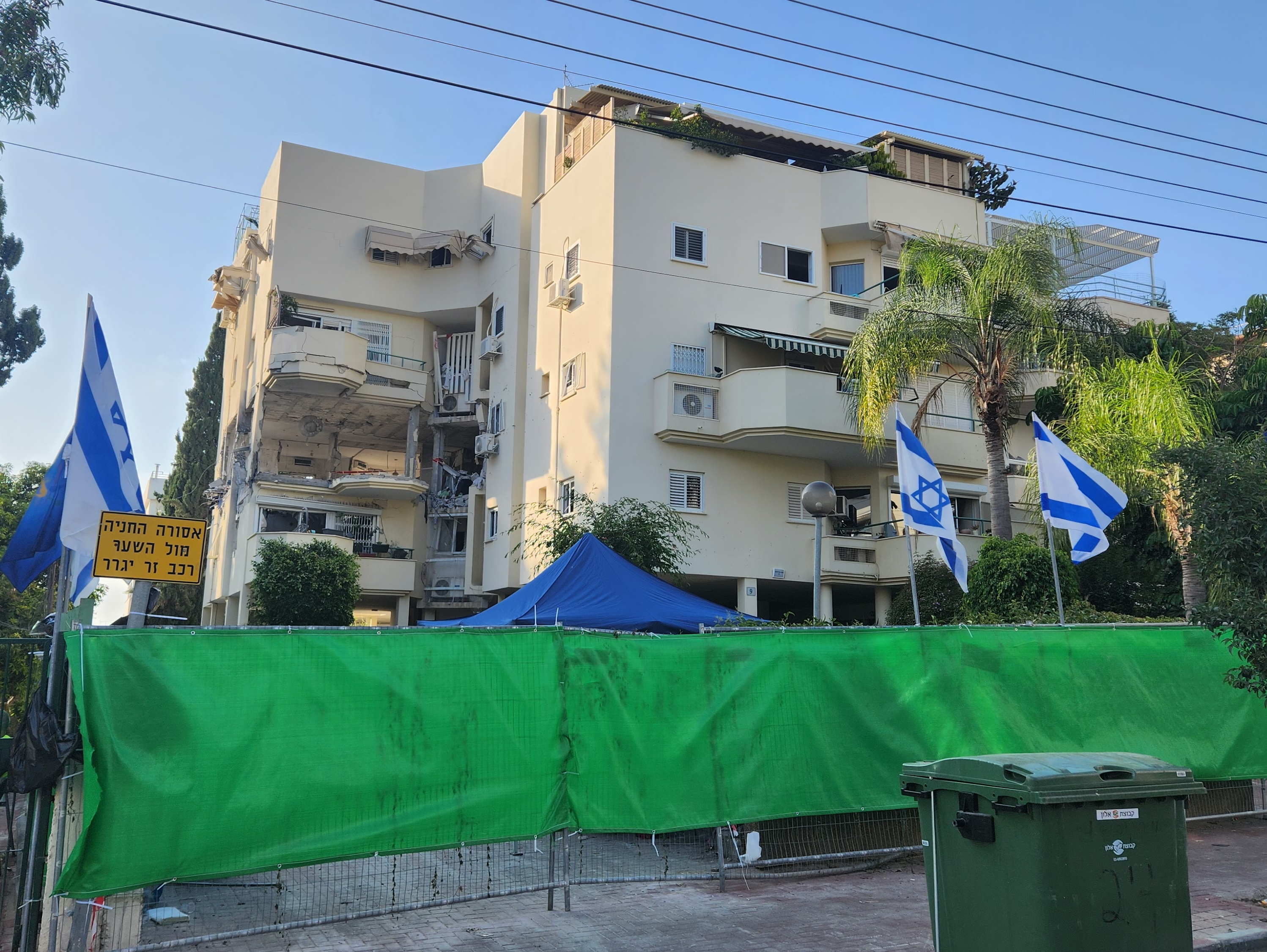
Edificio en Rehovot impactado por cohetes lanzados desde Franja de Gaza, 13 de mayo de 2023

Después de varias horas de silencio, sin lanzamiento de cohetes desde la Franja de Gaza, alrededor de las 03:00 a. m., se renovó el bombardeo contra Ashkelon y el entorno de Gaza. En respuesta, aviones de combate de la Fuerza Aérea israelí penetraron a la Franja de Gaza y atacaron lanzacohetes en al-Bureij. Al mismo tiempo, las fuerzas de las FDI eliminaron a dos terroristas buscados en Naplusa y destruyeron un laboratorio de explosivos.
Más tarde ese mismo día, las FDI atacaron las casas de otros líderes de alto rango de la Jihad Islámica en Beit Hanun. Horas después los terroristas continuaron disparando ráfagas contra Ashdod, Gan Yavneh, Shefla del Sur, Ashkelon, Netivot, Sderot y alrededores de Gaza.
Alrededor de las 14:00, un aluvión de proyectiles de mortero y misiles antitanque fue disparado contra el kibutz Be'eri, en el norte del Negev y el moshav Shokda, hiriendo a 3 pastores beduinos de Gaza que trabajan en Israel, dos de ellos de gravedad y uno de ellos murió de sus heridas unas horas más tarde. Menos de una hora después, nuevamente bombardearon sobre Shefela, Ashdod, Gan Yavneh y el entorno de Gaza.  A las 19:00, se reanudó el lanzamiento de cohetes en Sderot y alrededor de Gaza, y por primera vez en la operación, también sonó una alerta roja en Ofakim, después de lo cual el lanzamiento de cohetes continuó y se disparó un aluvión de cohetes contra Netivot.
Alrededor de las 20:00, los medios comenzaron a informar un alto el fuego a las 22:00 p. m.
A las 21:40 un aluvión de cohetes comenzó a apuntar a Gush Dan, Palmachim y los alrededores de Gaza. Un cohete fue interceptado sobre Rishon LeZion y la metralla cayó cerca de LivePark, donde se suponía que tendría lugar un gran concierto de los Backstreet Boys que se pospuso debido a la situación de seguridad.

### Alto el fuego
El lanzamiento de cohetes no se detuvo a pesar del alto el fuego, que solo duró 13 minutos después de que entró en vigor. Otra alarma sonó más tarde, a las 23:11, en Nirim y Ein HaShlosha. En respuesta, la Fuerza Aérea israelí atacó zulos de lanzamiento de JIP en el norte de la Franja de Gaza. Poco tiempo después, el jefe del Consejo de Seguridad Nacional, Tzachi Hanegbi, declaró que la ronda de combates había terminado. Sin embargo, las FDI llevaron a cabo otro ataque en Gaza tras el continuo lanzamiento de cohetes desde Gaza, que continuó hasta el día siguiente.
Desde el momento en que el alto el fuego entró en vigor a las 22:00 hasta el lanzamiento a las 23:11, se dispararon un total de unos 37 cohetes. Iron Dome interceptó unos 12 cohetes, 16 cayeron en áreas abiertas y el resto cayó dentro de la Franja de Gaza.
En total, desde el comienzo del conflicto hasta el final del quinto día, se identificaron 1.234 lanzamientos de mortero, misiles antitanque y cohetes. De estos, 393 estaban dirigidos a zonas residenciales, más de 620 cayeron en áreas abiertas y 221 lanzamientos fallaron y explotaron dentro de la propia Franja de Gaza. Los sistemas antimisiles y de defensa aérea Cúpula de Hierro y Honda de David llevaron a cabo alrededor de 373 intercepciones, con una tasa de éxito de más del 94% de los sistemas de defensa. Por otro lado, alrededor de 371 objetivos de JIP fueron atacados por las Fuerzas de Defensa de Israel en la Franja de Gaza.

### 14 de mayo, después del alto el fuego
Poco después de la medianoche, las FDI atacaron Gaza en respuesta a los lanzamientos de cohetes tras la violación del alto el fuego por parte de los terroristas palestinos.
A las 18:33, unas 20 horas después de que el alto el fuego entrara en vigor, la Jihad Islámica volvió a violar el alto el fuego y disparó un cohete contra los alrededores de Gaza y Ashkelon. Las alarmas sonaron en estas áreas, y el cohete cayó en un área abierta. La parte palestina afirmó que el lanzamiento se produjo como resultado de un fallo técnico en el temporizador. Aproximadamente media hora después del tiroteo, como respuesta a la agresión palestina, los tanques de las FDI atacaron objetivos de combate de Hamás en el norte de la Franja de Gaza.

## Asesinatos selectivos
El objetivo principal de la operación son operaciones dirigidas contra los altos cargos de la Franja de Gaza, que eran un factor desestabilizador en la situación de seguridad. Durante dichas operaciones, los siguientes agentes de alto rango de la Jihad Islámica Palestina fueron neutralizados mediante contraataques selectivos:
| Nombre | Nombre          | Cargo | Fecha de la operación |
| ------ | --------------- | --- | --------------------- |
| 1      | Jahed Ahnam     | Secretario del Consejo Militar de la Jihad Islámica Palestina.                                                                                          | 9.5.2023              |
| 2      | Tarek Az Aldin  | Responsable de dirigir el terrorismo de la Jihad Islámica Palestina en Judea y Samaria desde la Franja de Gaza.                                         | 9.5.2023              |
| 3      | Khalil Bahitini | Comandante de la Zona Norte de la Jihad Islámica Palestina en la Franja de Gaza.                                                                        | 9.5.2023              |
| 4      | Ali Ghali       | Comandante de la fuerza de cohetes de la Jihad Islámica Palestina en la Franja de Gaza.                                                                 | 11.5.2023             |
| 5      | Ahmed Abu Deka  | Comandante adjunto de la fuerza de cohetes de la Jihad Islámica Palestina en la Franja de Gaza.                                                         | 11.5.2023             |
| 6      | Iyad al-Hasni   | Jefe de la división de operaciones de la Jihad Islámica Palestina en la Franja de Gaza y reemplazo de Ali Ghali como comandante del sistema de cohetes. | 12.5.2023             |

## Reacciones
Hamás:  el jefe de Hamás Ismail Haniyeh, denunció los ataques aéreos y dijo: "Asesinar a los líderes en una operación traicionera no traerá seguridad al ocupante, sino una mayor resistencia". El portavoz de Hamás, Hazem Qassem, emitió una advertencia, afirmando que Israel “tiene la responsabilidad de las repercusiones de esta escalada”.
Naciones Unidas: ha llamado a la moderación y al reinicio de las conversaciones encaminadas a lograr una paz duradera como parte de la preocupación de la comunidad internacional. Las autoridades israelíes han suspendido la entrada y salida de personas y mercancías de Gaza a través de dos puntos de cruce hasta nuevo aviso.